# The Greenery
The Greenery B.V. (übersetzt etwa: das Blattwerk, das Grünzeug) ist ein niederländisches Großhandelsunternehmen für Früchte, Gemüse und Pilze mit Hauptsitz in Barendrecht. Es ist die Vermarktungs- und Vertriebsorganisation der niederländischen Landwirtschaftsgenossenschaft Coforta, der über 1000 Erzeugerbetriebe angehören, und befindet sich in deren Alleinbesitz. Coforta entstand 1996 aus der Fusion von neun Frucht- und Gemüseversteigerungen und des Centraal Bureau voor Tuinbouwveilingen, im gleichen Jahr wurde The Greenery gegründet.
Um ganzjährig ein tagesfrisches Vollsortiment anbieten zu können, vertreibt und vermarktet The Greenery nicht nur die Produkte der Mitglieder seiner Muttergenossenschaft international, sondern importiert auch Erzeugnisse von externen Lieferanten aus rund 60 Ländern. Darüber hinaus hält das Unternehmen Beteiligungen an Produktionsbetrieben, darunter dem britischen Tomatenanbauer North Bank Growers (NBG, ehemals Baarda) und dem brasilianischen Mangoanbauer Produce and Trading Latin America (PTLA), und hat in verschiedenen Bereichen (z. B. Pflanzenschutz, Qualitätssicherung, Logistik, Reststoffverwertung) Kooperationsvereinbarungen abgeschlossen. Ab 2008 war The Greenery zu 45 % am niederländischen Frischgemüseverarbeiter Hessing BV (Hessing Supervers) beteiligt. Im Oktober 2014 vereinbarten beide Unternehmen einen Rückkauf durch die Familie Hessing, die damit nach zwölf Jahren wieder in vollständigen Besitz der Anteile an Hessing Supervers gelangt.
The Greenery gehört mit einem Gruppenumsatz von 1,4 Milliarden Euro (2012) zu den größten Obst- und Gemüsevermarktern in Europa. Das Netto-Ergebnis der Gruppe lag 2012 bei 1,4 Millionen Euro, was allerdings nur durch gute Ergebnisse von Tochterfirmen erreicht wurde, denn das Hauptunternehmen an sich ist seit Jahren, trotz Besserung durch Umstrukturierungen, in den roten Zahlen. Niederlassungen bestehen in den Niederlanden, in Belgien, Spanien, Großbritannien, Polen, Italien, Russland, Rumänien, Brasilien und in den USA. Die Gruppe hat für die verschiedenen Produktsparten und Marktsegmente Tochterunternehmen gegründet. Insgesamt beschäftigt sie weit über 1000 Mitarbeiter.
Abnehmer der Produkte sind große Ladenketten in Europa, Nordamerika und Fernost, Großhändler, die Gastronomie, Cateringunternehmen und die Lebensmittelindustrie.